# Cinema francese d'avanguardia
Il cinema francese d'avanguardia è quel periodo della storia del cinema francese che ebbe luogo nell'epoca del muto, durante gli anni venti.
Anche in Francia il cinema visse negli anni Venti una grande stagione di novità e rivoluzioni, sebbene, rispetto al cinema russo o al cinema tedesco, le avanguardie francesi avessero una natura meno ideologico-sociale e più filosofica, fantastica, interessata alle connessioni tra soggettività e oggettività. La produzione cinematografica d'avanguardia si legò ai principali movimenti artistici in corso, anzi furono spesso gli stessi pittori, scultori, fotografi a produrre film sperimentali. Dall'uso frequente e innovativo dei vecchi effetti speciali (mascherini, sovrimpressioni, accelerazioni, ralenti, ecc.) nacque un nuovo linguaggio, che, nonostante il suo contenuto rivoluzionario, venne poi filtrato e sviluppato nel successivo cinema moderno e nel metalinguaggio, che ebbe il culmine durante la Nouvelle Vague.

## Storia
Mentre in Russia divampava la fiamma della rivoluzione e la Germania era afflitta da fame e inflazione, la Francia viveva un periodo di benessere e di prosperità, grazie alla vittoria della prima guerra mondiale (con l'incasso dei relativi risarcimenti di guerra dalla Germania) e al forte sviluppo industriale. Si trattava di un proseguimento della Belle Époque, anche se la fiducia positivista verso la scienza era ormai superata.
Gli artisti si spinsero quindi a cercare un nuovo modo di guardare, che già alla fine del secolo precedente aveva avuto nuovi traguardi nelle arti visive con le svolte pittoriche di Monet o Cézanne. Il cinema ebbe un rapporto privilegiato con la pittura e, in misura minore, con la letteratura.
Parigi era la grande capitale culturale d'Europa e i numerosi intellettuali (Guillaume Apollinaire, Blaise Cendrars, Jean Cocteau, Colette, ecc.) scrivevano di cinema sulla rivista Film, diretta da Louis Delluc, che era il principale veicolo delle nuove idee. C'era convergenza circa la volontà di abbandonare i modelli narrativi del decennio precedente, considerati già stereotipati e banali, in favore di nuove sperimentazioni.
L'industria francese, rispetto al cinema americano, era molto più flessibile e favoriva lo sviluppo di autori indipendenti, non necessariamente finalizzati a necessità commerciali, con una pluralità di piccole e medie compagnie di produzione. Le grandi aziende quali Pathé e la Gaumont erano infatti concentrate tutte sulla distribuzione e trascuravano la produzione, che restava in larga parte autonoma. Importante fu il contributo del mecenatismo di industriali e aristocratici, che erano interessati allo sviluppo delle arti, anche sperimentali.
Già nel 1913 il pittore Leopold Survage aveva proposto l'idea di un "cinema puro", composto di sole figure geometriche senza narrazione, un po' come il di poco successivo cinema futurista, ma ciò si era rivelato, dopo l'iniziale stupore, terribilmente ripetitivo.

## Fotogenia

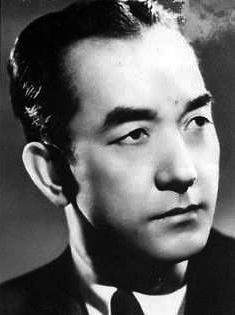
Sessue Hayakawa

Nella seconda metà degli anni dieci prese campo in Francia un dibattito legato all'arte cinematografica, che ebbe come protagonisti come Louis Delluc, Béla Balázs e Jean Epstein, quello sulla fotogenia (photogènie), ovvero sull'uso e le potenzialità del primo piano.
L'occasione fu data da un film americano, I prevaricatori (Cecil B. De Mille, 1915), dove l'attore giapponese Sessue Hayakawa impersonava uno spietato collezionista che arriva a marchiare a fuoco una donna che gli ha chiesto un prestito. Il volto dell'attore trasmetteva un forte senso di mistero, grazie all'impassibile espressione movimentata dall'intensità delle espressioni degli occhi, che ricordava una maschera assoluta. Di lui scrisse Delluc nel 1917 che "il suo viso [è] come un'opera di poesia il cui motivo non c'importa, quando la nostra voglia di bellezza vi trova la nota o il riflesso sperato".
Il dibattito si allargò poi con gli interventi di Jean Epstein, che descrisse la fotogenia come una "qualità morale": la fotogenia non era altro che un valore morale di qualcosa che veniva accresciuto grazie proprio alla riproduzione cinematografica.
Interessante fu il paragone dell'ungherese Béla Balázs tra volto umano e paesaggio: un volto fotogenico varia con il tempo e con i sentimenti, come un paesaggio cambia nelle stagioni e analogamente il primo piano può racchiudere un intero mondo o anche di più, "una pluralità di mondi". Spetta a lui la prima intuizione delle straordinarie possibilità del primo piano, capace anche di rendere l'anima umana "visibile": da semplice curiosità o effetto speciale nel cinema delle attrazioni, da effetto narrativo per presentare i personaggi o mostrare chi parla nel cinema narrativo di Griffith, ecco che il primo piano diventava il fondamento di una nuova arte capace di mostrare anche cose invisibili, come il sentimento, il pensiero, l'"anima".
In queste osservazioni si coglie un nuovo umanesimo, inteso come nuova maniera di conoscere l'uomo. Così il discorso sulla fotogenia portò a una vera e propria rivoluzione intellettuale e poetica, che ebbe il suo culmine nell'opera del maestro danese Carl Theodor Dreyer, in particolare nell'espressività suprema del volto della protagonista ne La passione di Giovanna d'Arco del 1928.

## Impressionismo
L'impressionismo cinematografico fu una riflessione sul paesaggio, rappresentato secondo una visione poetica.
La corrente si può dire inaugurata da La decima sinfonia (La dixìème symphonie, 1918),  di Abel Gance, il dramma sociale di un compositore che pareva, quasi in maniera trascendente, incarnare nella sua musica lo spirito sinfonico di Beethoven. Buona interprete dell'impressionismo cinematografico francese fu anche Germaine Dulac, autrice de La sorridente madame Beudet (La souriante madame Beudet, 1922), uno tra i primi film femministi della storia, e La conchiglia e l'ecclesiastico (La coquille et le clergyman, 1928), esperimento d'avanguardia sceneggiato da Antonin Artaud.

## Cinema cubista
Il cubismo, inteso come movimento di scomposizione delle forme, si trasmise al cinema presto. Il pittore Fernand Léger girò nel 1924 il film Ballet mécanique, dove era abbandonata qualsiasi narrazione in favore di una "danza" libera di corpi e oggetti, interessata solo al ritmo, come una musica per immagini. Il cinema si andava liberando dall'obbligo di raccontare una storia, così come la pittura si andava liberando dal vincolo di riprodurre il modello, il soggetto. Grazie all'uso di ripetizioni, ritmi, rallentamenti e accelerazioni, le azioni, anche semplici, potevano acquisire significati del tutto diversi, fino anche a una fissità "mitica", come la donna che sale le scale, proposta da Léger una decina di volte nella stessa sequenza.

## Cinema dadaista
L'incontro fra Dadaismo e cinema produsse alcuni capolavori, come il film di René Clair Entr'acte ("Intervallo", 1924), nato proprio come intervallo cinematografico tra i due tempi di un balletto. Si tratta di un film di sole immagini, libere dalla necessità di dover produrre una storia sensata, che si compongono e scompongono creando una sorta di balletto visivo, all'insegna della gioia di vivere e di guardare.
Molti film dadaisti seguirono il modello di Entr'acte, ma nessuno riuscì a restituire altrettanto piacere visivo. La gratuità del Dadaismo stancò presto: le cose senza significato alla lunga diventano ripetitive e noiose, per cui gli artisti si indirizzarono spontaneamente verso nuove sperimentazioni.

## Cinema surrealista

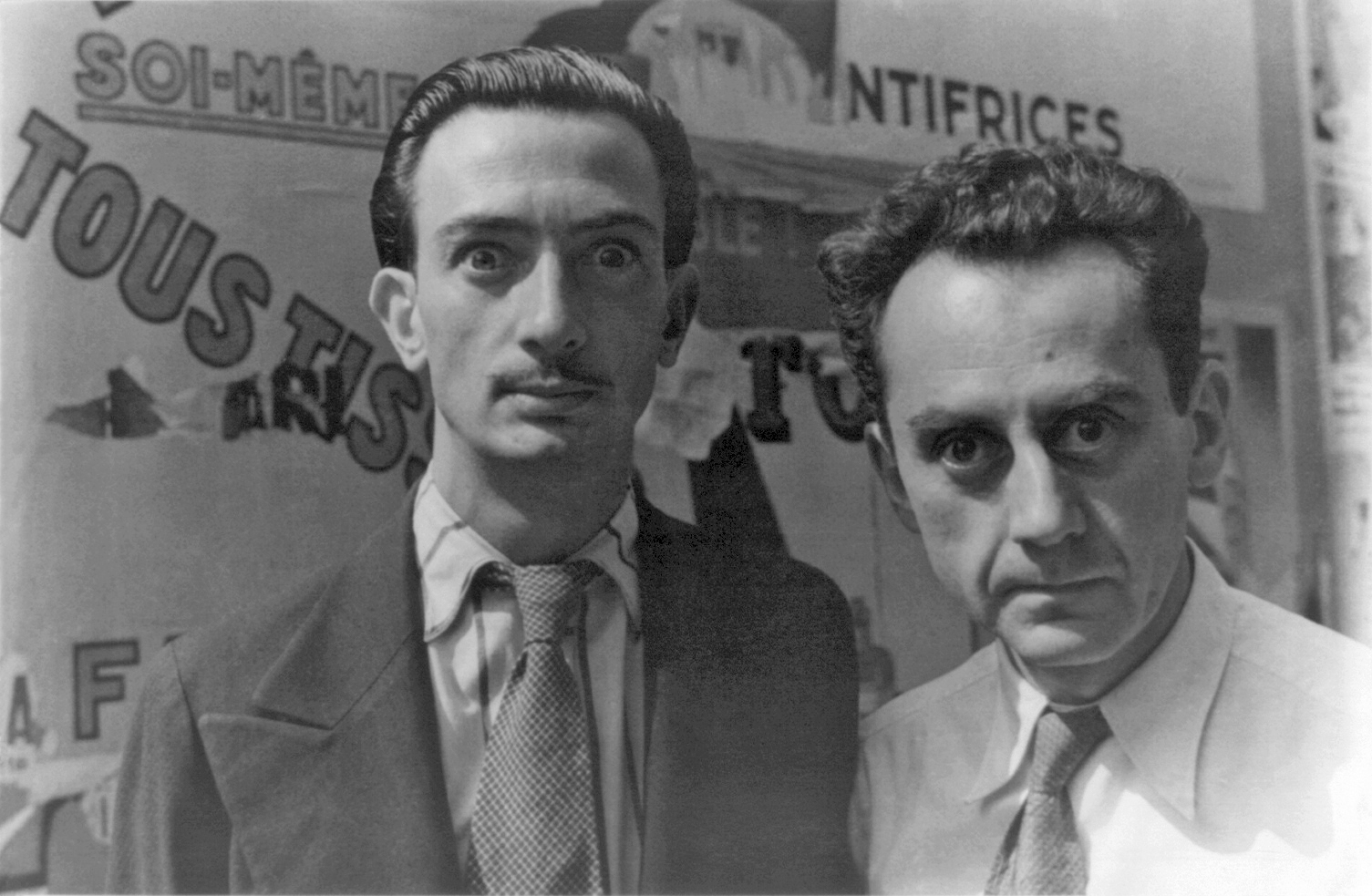
Salvador Dalí e Man Ray il 16 giugno 1934 a Parigi, fotografo: Carl van Vechten

Il Surrealismo prese le mosse a partire dalle ceneri del movimento dadaista, abbandonato dai suoi stessi fondatori dopo il 1923 per una certa stanchezza verso il voler essere sovversivi e dissacratori a tutti i costi, fino a una fase di stallo e vuoto intellettuale. Nel cinema il surrealismo creò una vera e propria nuova estetica, basata sul brutto, sullo sporco, sulle sensazioni violente, forti e dure. Nel cinema si riscoprirono opere popolari, allora considerate quasi spazzatura, quali la serie di Fantômas o i film di Méliès (al quale dedicarono la prima retrospettiva del cinema, nel 1931). Inoltre divennero soggetto di pellicole per la prima volta temi allora banditi, come la sessualità, le pulsioni umane, l'inconscio, l'amour fou, la pazzia, l'indagine spietata sulle persone.
Capolavori del movimento sono i film Un chien andalou di Luis Buñuel e Salvador Dalí (1929) e L'âge d'or di Buñuel (1930). In Un chien andalou la primissima scena mostra: il taglio dell'occhio di una donna con un rasoio (in realtà un trucco di montaggio), che è emblematica della rivoluzione visiva, che "squarcia" l'occhio dello spettatore per fargli vedere, anche a costo di grandi sofferenze, tutto quello che non ha mai visto e forse non ha mai voluto vedere.
Altri autori surrealisti furono Man Ray (L'étoile de mer, 1928), Germaine Dulac (La coquille et le Clergyman, 1929) e  Jean Cocteau (Le sang d'un poète, 1930 e i film successivi).

## Eredità

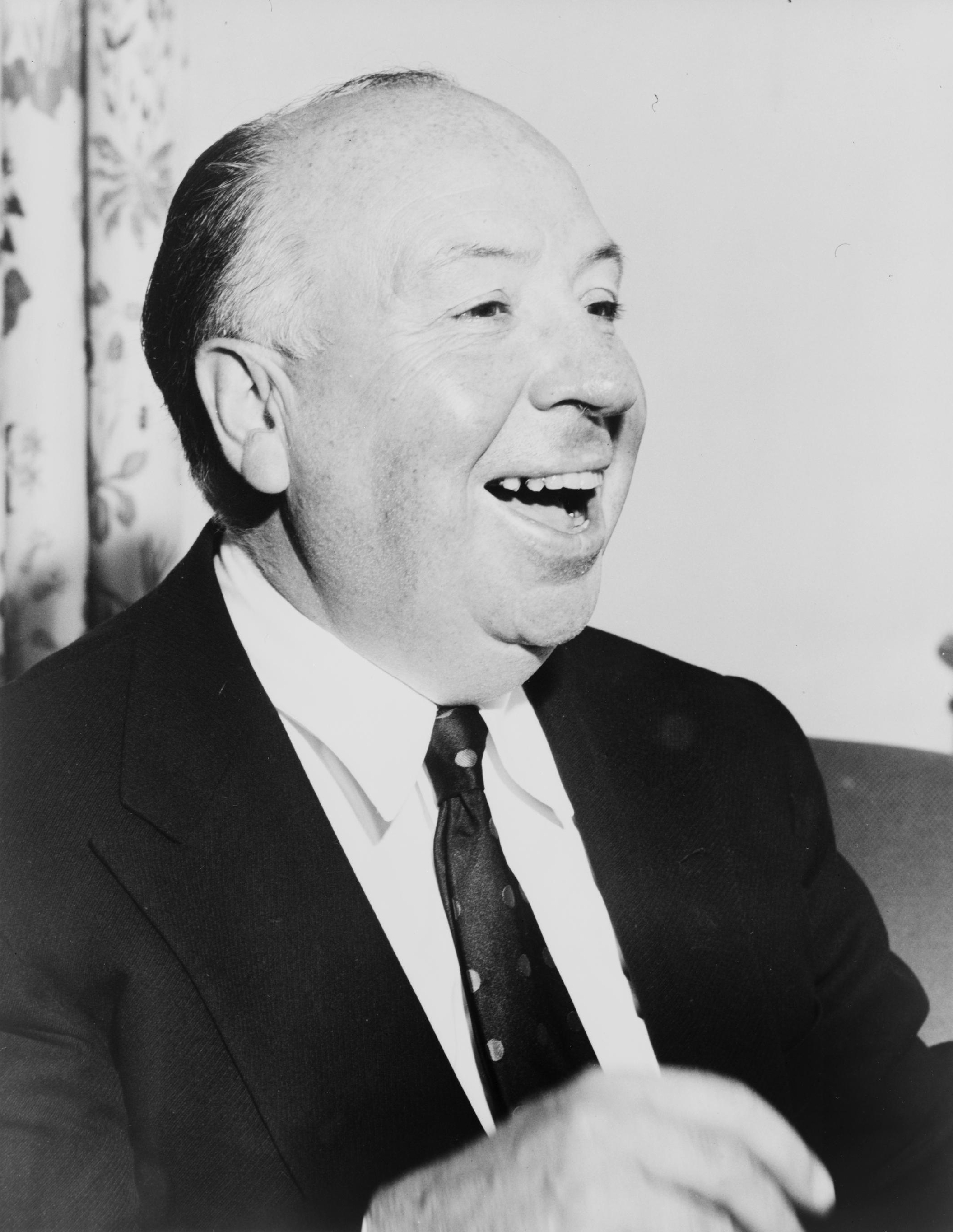
Alfred Hitchcock

Il primo diretto erede del surrealismo e delle avanguardie in generale fu il realismo poetico francese: una sintesi di poesia e narrazione. Gli stessi autori già appartenenti alle avanguardie recuperarono l'obiettivo di raccontare storie, tanto care al pubblico, partecipando al nuovo movimento e facendo però tesoro di quanto sperimentato nel decennio precedente. Uno dei mezzi principali di fare poesia nella narrazione fu la manipolazione soggettiva delle inquadrature (soggettiva stilistica), che mostra non solo cosa vede il personaggio, ma anche lo stato d'animo che prova. Tra i migliori autori vi furono Jean Vigo, Jean Renoir e Marcel Carné.
Al surrealismo inoltre spetta senz'altro il merito di aver aperto una finestra sui sogni, gli incubi, le cose proibite, i grandi amori e altri fantasmi, che d'ora in avanti entrano nei temi cinematografici. Grandi debitori sono anche il cinema horror e fantascientifico di oggi e registi come David Cronenberg, Abel Ferrara, Dario Argento, Gabriele Salvatores (col tema dello specchio, ripreso da Cocteau). Lo stesso Alfred Hitchcock fece spesso ricorso all'estetica del cinema surrealista soprattutto nelle scene di sogno e di incubo (La donna che visse due volte, 1958, Io ti salverò, 1945) o nelle scene finali (Intrigo internazionale, 1959).
Inoltre l'attenzione e la rivalutazione delle altre culture dei surrealisti ha fatto da apripista per artisti dei paesi sudamericani e africani, come antesignano dell'antropologia culturale moderna.